# Alaska State Troopers
Die Alaska State Troopers, offiziell eigentlich die Division of Alaska State Troopers (AST), sind die Staatspolizeibehörde des US-amerikanischen Bundesstaates Alaska. Sie untersteht dem Alaska Department of Public Safety, dem verschiedene Strafverfolgungs- und Sicherheitsbehörden zugehörig sind. Aufgaben der State Troopers sind die lokalen Behörden übergeordnete, staatsweite Verfolgung von Straftaten, ggf. in Zusammenarbeit mit örtlichen Polizeibehörden, die Aufrechterhaltung öffentlicher Sicherheit und Ordnung, die Verkehrsüberwachung sowie die Kontrolle von Jagd- und Naturschutzvorschriften. Die Behörde verfügt über ca. 650 Polizeibeamte und 300 zivile Mitarbeiter.

## Geschichte
In den frühen Jahren des Territoriums übernahmen verschiedene Organisationen, darunter die United States Army und Navy sowie ab 1884, nach Gründung des District of Alaska, die U.S. Marshals die Aufgabe der Strafverfolgung. Als im Laufe des 19. Jahrhunderts größere Goldvorkommen entdeckt wurden und es zum sogenannten Klondike-Goldrausch kam, stiegen die Kriminalitätsraten in den Siedlungen massiv an. Neben kleineren Verstößen wie illegalem Glücksspiel und Prostitution kam es auch zu Raubüberfällen, Brandstiftungen, der illegalen Übernahme von Goldschürfstätten und Morden. Washington entsandte daraufhin Marshals und einige Städte begannen, eigene Polizeieinheiten anzuheuern. Erst im Jahre 1941 wurde mit der Alaska Highway Patrol die erste landesweite Polizeitruppe geschaffen, deren Zuständigkeit sich aber zunächst nur auf die Highways und nicht auf abgelegene Gebiete erstreckte. Die Organisation bekam im Laufe der Jahre weitere Rechte und erfuhr mehrere Namensänderungen, bis sie 1967 als offizielle Staatspolizei in ihrer heutigen Form und Namensgebung bekannt wurde.

## Organisation
Die Leitung obliegt einem zivilen Kommissar (Commissioner), welcher in der Regel aber langjährige Berufserfahrung und ehemalige Führungsverantwortung in diesem Bereich besitzt.
Im Gegensatz zu fast allen anderen US-amerikanischen Bundesstaaten besitzt Alaska keine Counties, bei welchen es sich um kleinere Verwaltungseinheiten innerhalb des jeweiligen Staates handelt. An ihrer statt existieren sogenannte Boroughs, welche aber über weitaus geringere Machtbefugnisse verfügen. Nur drei (Anchorage, Bristol Bay, North Slope) der 19 „organisierten“ Boroughs sowie 50 einzelne Gemeinden bzw. Orte verfügen über eine eigene Polizeibehörde. Mit wenigen Ausnahmen (Anchorage, Fairbanks, Juneau) bestehen diese nur aus wenigen Personen. Daher bilden die Alaska State Troopers die primäre und wichtigste Polizeitruppe und sind, mit den Beamten der US-Bundespolizeien, für die geographisch gesehen größte Fläche der USA zuständig. Durch die klimatischen Bedingungen mit viel Eis, Schnee und extremen Temperaturen im Winter verlassen die meisten lokalen Polizeibehörden nie den Ort ihrer Zuständigkeit, außer in besonderen Notfällen.
Die AST verfügt über verschiedene Abteilungen mit zum Teil spezialisierten Aufgaben:
- Alaska State Troopers: 5 regionale Einheiten (A bis E) mit zusammen 43 Polizeiposten in allen Gegenden des Bundesstaates (reguläre Polizeiarbeit wie Kriminalitätsprävention, Fahndung und Verhaftung von Straftätern; Durchführung von Verfahrensprozessen für zivile Angelegenheiten und Strafverfolgung)
- Alaska Highway Patrol: 3 Trooper (verkehrspolizeiliche Aufgaben auf dem Seward Highway)
- Alaska Wildlife Troopers: 2 regionale Einheiten mit 35 Polizeiposten und 3 Patrouillenschiffen (Jagd- und Umweltschutz, Fischereiaufsicht)
- Alaska Bureau of Investigations: 7 spezialisierte Ermittlungseinheiten, regional verteilt auf 11 Standorte (Planung und Durchführung wichtiger Ermittlungen, z. B. bei Kapitalverbrechen, Sexualverbrechen, Personenfahndungen,  Internetkriminalität, Drogenhandel sowie Betrugs- und Fälschungsvergehen)
- Special Emergency Reaction Team (SERT): Spezialeinheiten an 3 Standorten (Hochrisikoeinsätze wie Geiselnahmen, Vollstreckung von Haftbefehlen oder Terrorismus (siehe auch SWAT))
- Search and Rescue (SAR): State Trooper organisieren Such- und Rettungseinsätze unter Einbezug verschiedener Institutionen, ggf. unter Beisteuerung eigener Ressourcen bzw. Führungs- und Einsatzmittel

### Village Public Safety Officer Program
Neben dem regulär angestellten Polizeipersonal unterhält die AST das Village Public Safety Officer Program (VPSO), zu deutsch also ein Programm für Verantwortliche für öffentliche Sicherheit innerhalb von kleineren Gemeinden. Dabei handelt es sich um Sicherheitsbeamte, welche in oft zum Großteil von Indigenen bewohnten, abgelegenen Siedlungen neben Aufgaben des Rettungsdienstes und des Brandschutzes auch polizeirechtliche Aufgaben wahrnehmen und in der Regel ebenfalls dort wohnhaft sind. Früher waren die VPSOs unbewaffnet, dies änderte sich ab 2014 mit ihrer rechtlichen Gleichstellung mit Polizisten. Erhält ein VPSO Unterstützung, z. B. bei der Festnahme eines gesuchten Straftäters, so werden State Trooper per Flugzeug eingeflogen. Im Gegensatz zu den unterhalb der VPSO stehenden Dorfpolizisten (Village Police Officer, VPO) oder Stammespolizisten der indigenen Bevölkerung (Tribal Police Officer, TPO) erhalten die VPSO eine bessere Ausbildung. In besonders abgelegenen Dörfern stationierte VPO oder TPO sind oft weder als Polizisten ausgebildet noch bewaffnet oder uniformiert.

### Ausbildung und Akademie
Die Ausbildung neuer Rekruten (16 Wochen Alaska Law Enforcement Training, 2 Wochen Trooper Basic Course) erfolgt in der Alaska State Trooper Academy im Stadt- und Verwaltungsbezirk von Sitka. Neben Unterkünften und Schulungsräumen finden sich hier weitere Trainingsstätten (Fahrsimulator, Trainingssimulatoren, Schießstände). Neben den Alaska State Troopern werden auch Beamte der lokalen (Stadt-)Polizeien, Ranger, Beauftragte der Feuerwehren (Fire Marshals) und VPSO ausgebildet. Für die Auszubildenden werden Verpflegung und Unterlagen gestellt, ein Sport- sowie Praxistraining ist ebenso Bestandteil der bezahlten Ausbildung wie die akademischen Teile über straf- und verwaltungsrechtliche Vorschriften und Vorgehensweisen. Bis zu 80 % der Bewerber fallen beim Sportleistungstest im ersten Anlauf durch.
Das Einstiegsgehalt eines State Troopers liegt je nach Qualifikation zwischen ca. 85.000 und 88.000 US-Dollar pro Jahr (Stand 2024). Mit mehrjähriger Zugehörigkeit kann dieses aber deutlich ansteigen auf bis zu 110.000 $ pro Jahr. Bei Verrichten der Arbeit in bestimmten Regionen Alaskas und Zusatzqualifikationen wie einem Bachelorabschluss oder als Ausbilder werden Boni auf den Lohn gewährt.

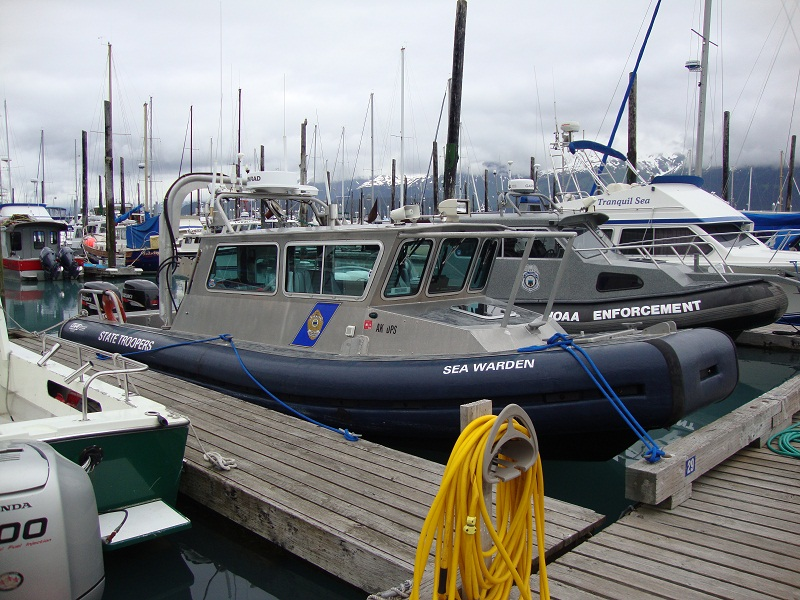
AST Patrouillenboot im Hafen von Seward

## Führungs- und Einsatzmittel
Aufgrund der geographischen Gegebenheiten eines Küsten- und Berglandes mit geringer Bevölkerungsdichte und extremen Witterungsbedingungen verfügt die Staatspolizei von Alaska über eine große Zahl ansonsten eher seltener Einsatzmittel wie Patrouillenboote, Quads sowie 40 Flugzeuge und Hubschrauber, teilweise geeignet für Wasserlandungen. Als Streifenwagen kommen Limousinen und Geländewagen, größtenteils des Automobilherstellers Ford, zum Einsatz. Die standardmäßig ausgegebene Dienstpistole ist das Modell Glock 22 im Kaliber .40 Smith & Wesson, als Langwaffen werden Schrotflinten vom Typ Remington 870 und halbautomatische Gewehre vom Typ AR-15 genutzt.

## Trivia
Der National Geographic Channel sendet seit 2009 in den Vereinigten Staaten eine gleichnamige Fernsehserie, welche Trooper und Dorfpolizisten in jeweils 42-minütigen Episoden bei ihrer Arbeit begleitet. Bis Stand 2018 wurden 7 Staffeln mit insgesamt 89 Episoden produziert.